# Никандра
Ника́ндра (лат. Nicandra) — род травянистых растений семейства Паслёновые (Solanaceae), распространённый в Южной Америке от Перу до севера Аргентины.
Род назван в честь древнегреческого поэта Никандра Колофонского.

## Ботаническое описание
Однолетние травянистые растения. Стебли полые, до 130 см высотой. Листья в нижней половине стебля очередные, сердцевидные, обычно выемчатые.
Цветки одиночные, 5-мерные, поникающие, на удлинённых цветоножках, расположены в верхней половине стебля супротивно крупным прицветным листьям. Чашечка колокольчатая, после цветения сильно разрастается, доли почти до середины сросшиеся. Венчик актиноморфный, ширококолокольчатый, с плоским синеватым отгибом и белой трубкой. Тычинок 5, изогнутые; пыльники сросшиеся в основании, вскрываются продольными щелями. Завязь разделена ложными перегородками на 3—5 неравных гнезда, с нектарником; рыльце головчато-лопастное. Плод — висячая, сухая, бурая, вскрывающаяся неправильным разрывом, шаровидная ягода, полностью скрытая во вздутой чашечке. Семена дисковидно-почковидные; зародыш сильно согнут, семядоли короче остальной части зародыша; эндосперм обильный.

## Виды
Род включает 3 вида:
- Nicandra john-tyleriana S.Leiva & Pereyra (2007)
- Nicandra physalodes (L.) Gaertn. (1791) typus[1] — Никандра физалисовидная, или Никандра пузыревидная
- Nicandra yacheriana S.Leiva (2010)